# Rhododendron zekoense
Rhododendron zekoense är en ljungväxtart som beskrevs av Y. D .Sun och Z. J. Zhao. Rhododendron zekoense ingår i släktet rododendron, och familjen ljungväxter. Inga underarter finns listade i Catalogue of Life.